# Josh Braaten
Josh Braaten (Austin, Minnesota, 25 de junio de 1977) es un actor estadounidense.

## Biografía, primeros años y educación
Braaten creció en Minnesota, y se graduó de Blooming Prairie High School en 1995. Se graduó en 1999 de la Universidad Estatal de Winona, donde actuó en el escenario en una producción de Macbeth de Shakespeare, interpretando el personaje principal.

## Carrera
Braaten ha aparecido en los programas de televisión CSI: Miami, This is Us, That 80's Show, Spin City, American Horror Story: Hotel, Boston Legal, Psych, The Ex List, Criminal Minds y The Mentalist. También ha aparecido en las películas Dumb and Dumberer: When Harry Met Lloyd, The Frequency of Claire y Big Shot: Confessions of a Campus Bookie. Interpretó el papel del jugador de Flint Tropics, Twiggy Munson en la película Semi-Pro de 2008, y el papel de Derek en la película Overnight. Interpretó el papel de Andy en "Katie", el segundo episodio de la segunda temporada de New Girl. También interpretó el papel de David en la tercera temporada, episodio 22: "Recital escolar" de Mike & Molly.
Braaten también es actor de teatro y actúa en The Mark Taper Forum y North Coast Rep.

## Filmografía

### Películas
| Año  | Título                                  | Papel         | Notas |
| ---- | --------------------------------------- | ------------- | ----- |
| 2003 | Dumb and Dumberer: When Harry Met Lloyd | Toby          |       |
| 2008 | Semi-Pro                                | Twiggy Munson |       |
| 2012 | Overnight                               | Derek         |       |
| 2016 | Love Meet Hope                          | Aaron         |       |

### Televisión
| Año       | Título                                     | Papel                      | Notas                  |
| --------- | ------------------------------------------ | -------------------------- | ---------------------- |
| 2001      | Spin City                                  | Carson                     | 1 episodio             |
| 2002      | Big Shot: Confessions of a Campus Bookie   | Billy                      | Película de televisión |
| 2002      | That '80s Show                             | Owen                       | 7 episodios            |
| 2002-2005 | Less than Perfect                          | Charlie Bobbernick         | 8 episodios            |
| 2003      | Buffy the Vampire Slayer                   | Torg                       | Episodio: "Showtime"   |
| 2003-2004 | Married to the Kellys                      | Chris                      | 22 episodios           |
| 2004      | CSI: Miami                                 | Brian                      | 1 episodio             |
| 2004      | Educating Lewis                            | Peter Marks                | Película de televisión |
| 2005      | Life on a Stick                            | Brad                       | 1 episodio             |
| 2006      | Boston Legal                               | Scott Warner               | 1 episodio             |
| 2006      | Modern Men                                 | Tim Clark                  | 7 episodios            |
| 2006      | Without a Trace                            | Paul Duncan                | 1 episodio             |
| 2008      | Mad Men                                    | Walt                       | 1 episodio             |
| 2008-2009 | The Ex List                                | Marty                      | 7 episodios            |
| 2009      | The Bridget Show                           | Chris Hopper               | Película de televisión |
| 2010      | Psych                                      | Scott Seaver               | 1 episodio             |
| 2010      | Criminal Minds                             | Colby Bachner              | 1 episodio             |
| 2010      | The Mentalist                              | Todd Johnson               | 4 episodios            |
| 2011      | Game Time: Tackling the Past               | Dean Walker                | Película de televisión |
| 2011      | Harry's Law                                | Blake Cassidy              | 1 episodio             |
| 2011      | Criminal Behavior                          | Jonas Rendell              | Película de televisión |
| 2012      | Castle                                     | Kyle Jennings              | 1 episodio             |
| 2012      | New Girl                                   | Andy                       | 1 episodio             |
| 2013      | Nikita                                     | Jason Decker               | 1 episodio             |
| 2013      | Mike & Molly                               | David                      | 1 episodio             |
| 2013      | Horizon                                    | Joe McNeil                 | Película de televisión |
| 2014      | Perception                                 | Derek Shelton              | 1 episodio             |
| 2014      | Happyland                                  | Jack                       | 2 episodios            |
| 2015      | NCIS: Los Angeles                          | Adam                       | 2 episodios            |
| 2015      | American Horror Story: Hotel               | Douglas Pryor              | 2 episodios            |
| 2016      | Terry & Sherry Are Married                 | Aaron                      | Película de televisión |
| 2017      | This Is Us                                 | Steve Kolachek             | 1 episodio             |
| 2018      | Code Black                                 | JT/Frank                   | 1 episodio             |
| 2019      | Hawaii Five-0                              | Nate                       | 1 episodio             |
| 2020      | 9-1-1: Lone Star                           | Andy                       | 1 episodio             |
| 2021-2023 | Secrets of Sulphur Springs                 | Bennett «Ben» Campbell Jr. | Papel principal        |
| 2022      | Dahmer – Monster: The Jeffrey Dahmer Story | Joven Lionel Dahmer        | 2 episodios            |